# Paczolay Péter
Paczolay Péter (Budapest, 1956. május 20.) magyar jogtudós, politológus, egyetemi tanár. Kutatási területe a politika- és államelmélet története és az összehasonlító alkotmánytan. 1996 és 2000 között az Alkotmánybíróság főtitkára, 2006 és 2015 között tagja, 2007–2008-ban elnökhelyettese, 2008. július 3-ától 2015. február 25-ig elnöke. 2005–2006-ban a Köztársasági Elnöki Hivatal vezetője. 2015 és 2017 között Magyarország római nagykövete, azóta az Emberi Jogok Európai Bírósága magyar tagja.

## Életpályája
1975-ben kezdte meg egyetemi tanulmányait az Eötvös Loránd Tudományegyetem Jogtudományi Karán (ma: Állam- és Jogtudományi Kar). Itt szerzett jogi diplomáját 1980-ban. Ennek megszerzése után a Nikex vállalatnál helyezkedett el jogtanácsosként. 1983-ban visszatért az egyetemre, ahol az állam- és jogelméleti tanszéken tudományos ösztöndíjasként kezdett el dolgozni. 1986-ban egyetemi docensi beosztásban hivatásos egyetemi oktató lett, majd 1990-ben a Bihari Mihály által alapított politológia tanszékhez ment át. Időközben 1992-ben a József Attila Tudományegyetem (2000-től Szegedi Tudományegyetem) Állam- és Jogtudományi Karán alakult politológia tanszék vezetőjévé nevezték ki. 1994-ben a szegedi kar dékánhelyettesévé választották, tisztségét 1998-ig töltötte be. 2000-ben vette át egyetemi tanári kinevezését. 2005-ben távozott az ELTE-ről. 1991 és 1992 között a washingtoni Woodrow Wilson Központ kutatója volt.
1989-ben védte meg az állam- és jogtudományok kandidátusi értekezését, 1999-ben habilitált. Az MTA Politikatudományi Bizottságának lett tagja. 2002-ben a salzburgi Európai Tudományos és Művészeti Akadémia felvette tagjai sorába. Akadémiai tisztségei mellett 1990-ben került az újonnan alakult Alkotmánybírósághoz, annak egyik főtanácsosa lett. 1996-ban a testület főtitkárává nevezték ki. 
2000-ben Mádl Ferenc köztársasági elnök a Köztársasági Elnöki Hivatal helyettes vezetőjévé tette, 2005-ben Mádl utódja, Sólyom László hivatalba lépésekor a Hivatal vezetőjévé lépett elő. Az Országgyűlés 2006 februárjában konszenzusos jelöltként megválasztotta Tersztyánszkyné Vasadi Éva helyére az Alkotmánybíróság tagjává. 2007-ben, Erdei Árpád mandátumának lejárta után a testület helyettes elnökévé választották. Egy évvel később, Bihari Mihály akkori AB-elnök távozása után a testület elnökévé választotta, ilyen minőségében a Szent Korona Testület tagja. Helyettese az AB-n Holló András. 
2009-ben az Európa Tanács Velencei Bizottsága alelnökévé választotta. 2015-ben lejárt elnöki és tagi mandátuma. Utódja az elnöki székben Lenkovics Barnabás lett. Nem sokkal később kinevezték Magyarország római nagykövetévé. 2017-ben megválasztották az Emberi Jogok Európai Bírósága magyar bírójává, emiatt lemondott nagyköveti megbízásáról.

## Munkássága
Kutatási területe a politikaelmélet története, az állam és a jog fogalmának története, összehasonlító alkotmánytan és a jog társadalomirányító szerepe.
Államelméletet, politikai gondolkodás-történetet, összehasonlító alkotmányjogot tanít a Szegedi Tudományegyetem Állam- és Jogtudományi karán. Emellett foglalkozik az Európai Unió Bíróságával, valamint az alkotmánybíráskodás szerepével a demokratikus politikai rendszerben, valamint az Amerikai Egyesült Államok politikai rendszerével. Számos politikatudományi művét Szabó Mátéval, az állampolgári jogok országgyűlési biztosával írta.

## Főbb publikációi
- Paczolay Péter–Szabó Máté; A politikaelmélet rövid története; Kossuth, Bp., 1984
- Az egyetemes politikai gondolkodás története. Szöveggyűjtemény; szerk. Paczolay Péter, Szabó Máté; Tankönyvkiadó, Bp., 1990
- The New Hungarian Constitutional State: Challenges and Perspectives (1993)
- Alkotmánybíráskodás, alkotmányértelmezés; vál., szerk., előszó, bibliográfia Paczolay Péter; ELTE ÁJTK, Bp., 1995 (Jogfilozófiák)
- Paczolay Péter–Szabó Máté: A politikatudomány kialakulása. A politikaelmélet története az ókortól a huszadik századig; Korona, Bp., 1996
- The 10th Conference of the European Constitutional Courts. Budapest 6-9 May, 1996, 1-4.; összeáll., szerk. Paczolay Péter és Bitskey Botond; Hungarian Constitutional Court, Bp., 1997
- Államelmélet I. Machiavelli és az államfogalom születése; Korona, Bp., 1998
- Alkotmánybíráskodás, alkotmányértelmezés; vál., szerk., bibliográfia Paczolay Péter; Rejtjel, Bp., 2003 (Rejtjel politológia könyvek)
- Az alkotmányelmélet fejlődése és az európai kihívás; Szent István Társulat, Bp., 2003 (Jogfilozófiák)
- Twenty years of the Hungarian Constitutional Court; szerk. Paczolay Péter, angolra ford. Dobrocsi Szilvia; Constitutional Court of the Republic of Hungary, Bp., 2009
- Hans Kelsen és az alkotmánybíráskodás európai modelljének fejlődése; in: Hans Kelsen jogtudománya. Tanulmányok Hans Kelsenről; vál., szerk., előszó, bev. Cs. Kiss Lajos; Gondolat–MTA Jogtudományi Intézet–ELTE ÁJK, Bp., 2007 (Bibliotheca iuridica Acta congressuum)

### Cikkek
- Az állam és egyház elválasztásának magyar modellje. Világosság 2002/8-9. 104 – 112 pp

## Díjai, kitüntetései
- Magyar Érdemrend középkeresztje a csillaggal (2015)
- Justitia Regnorum Fundamentum-díj (2015)
- Amicus Curiae Emlékérem (2015)
- Honoris Causa Pro Scientia Aranyérem (2013)
- Szalay László Emlékérem, Magyar Jogászegylet (2010)
- Apáczai Csere János-díj (2004)
- Grande Ufficiale dell’Ordine al Merito della Repubblica Italiana
- Großes Verdienstkreuz mit Stern des Verdienstordens der Bundesrepublik Deutschlands
- Commandeur de l'Ordre National de la Légion d'Honneur, France

## Külső hivatkozások
- Közös értékek kellenének egy új alaptörvényhez – Interjú a Magyar Hírlapban – 2010. február 20.
- Suum cuique. Ünnepi tanulmányok Paczolay Péter 60. születésnapja tiszteletére; szerk. Fejes Zsuzsanna, Török Bernát; Pólay Elemér Alapítvány, Szeged, 2016 (A Pólay Elemér Alapítvány könyvtára)